# Llista de Creus de Sant Jordi/2023

#### Persones
Informació actualitzada per un bot. Els canvis manuals es perdran quan s'actualitzi!
| Persona                       | Wikidata   | Descripció                                                   | Ocupació                                                        | Imatge |
| ----------------------------- | ---------- | ------------------------------------------------------------ | --------------------------------------------------------------- | ------ |
| Julieta Serrano i Romero      | Q435308    | actriu catalana                                              | actor actor de teatre actor de cinema                           |        |
| Francesc Buscató i Durlan     | Q2319582   | Jugador de bàsquet català                                    | entrenador de bàsquet entrenador jugador de bàsquet             |        |
| Agustí Villaronga i Riutort   | Q2624598   | cineasta mallorquí                                           | actor de cinema director de cinema guionista                    |        |
| Jaume Sisa i Mestres          | Q3110913   | Músic català                                                 | cantautor músic                                                 |        |
| Joan-Pere Viladecans          | Q5692084   | pintor català                                                | pintor dissenyador                                              |        |
| Antoni Miró                   | Q11905895  | pintor valencià                                              | pintor escultor                                                 |        |
| Dolors Bramon i Planes        | Q11917592  | filòloga catalana                                            | filòleg professor d'universitat escriptor assagista historiador |        |
| Zoraida Burgos i Matheu       | Q20102300  | artista i bibliotecària catalana                             | bibliotecari escriptor poeta                                    |        |
| Jordi Cuixart i Navarro       | Q21530373  | empresari i activista català, ex-president d'Òmnium Cultural | empresari activista                                             |        |
| Xavier Nieto Prieto           | Q55995362  | arqueòleg                                                    | arqueòleg                                                       |        |
| Custodia Moreno Rivero        | Q61360526  | infermera, activista i líder veïnal barcelonina              | activista social infermer                                       |        |
| Antoni Gelonch Viladegut      | Q93415662  | Advocat i escriptor                                          | mecenes escriptor divulgador cultural                           |        |
| Miquel Morera i Darbra        | Q93416084  | excombatent i escultor català                                | combatent escultor                                              |        |
| Ignasi Garcia Clavel          | Q114736600 | polític català                                               | educador filòleg polític                                        |        |
| Vicki Bernadet i Rius         | Q117404910 | activista catalana contra el maltractament infantil          | activista                                                       |        |
| Joana Costa Benaiges          | Q117844204 | armadora i remendadora catalana                              | armador pescador                                                |        |
| Edelmira Domènech i Llaberia  | Q117845991 | metgessa i psiquiatre                                        | metge psicòleg                                                  |        |
| Bombo Ndir Fall               | Q117846004 | integradora social                                           | professor activista cultural                                    |        |
| Maria del Carme Valls i Farrà | Q117846014 | cantant, directora de cant coral i professora de música      | cantant                                                         |        |
| Josefina Vilajosana Carné     | Q117846017 | ceramista catalana                                           | ceramista                                                       |        |

#### Entitats
Informació actualitzada per un bot. Els canvis manuals es perdran quan s'actualitzi!
| Entitat                                                | Wikidata   | Descripció                                 | Imatge |
| ------------------------------------------------------ | ---------- | ------------------------------------------ | ------ |
| Festival Sónar                                         | Q1513769   | festival de música                         |        |
| Sopa de Cabra                                          | Q3752591   | grup de música català                      |        |
| Casino del Centre                                      | Q11912946  | entitat cultural i edifici de l'Hospitalet |        |
| Casino Recreatiu i Instructiu d'Amposta                | Q21666954  | edifici modernista d'Amposta               |        |
| L'Estaquirot                                           | Q111381096 | companyia teatral                          |        |
| Associació Cultural dels Raiers de la Ribera del Segre | Q117845841 |                                            |        |
| Federació de Cooperatives Agràries de Catalunya        | Q117845920 | federació de cooperatives catalana         |        |
| Fundació Privada Vozes                                 | Q117845939 |                                            |        |
| Fundació Tot Raval                                     | Q117845948 | fundació del Raval                         |        |
| Societat Coral El Progrés                              | Q117845961 |                                            |        |